# Орден Медауйя
Орден Медауйя — колониальная награда Испанского Марокко.

## История
Начиная с XV века Испанское королевство перенесло Реконкисту на южный берег Средиземного Моря. На протяжении многих веков испанцы захватывали многие крепости на побережье, создавая анклавы испанского владычества в мусульманском мире. Но сплошную полосу своих владений испанцы сумели здесь создать лишь после 1912 года. Фесский мирный договор 1912 поделил Марокко между Испанией и Францией (большая часть). При этом города Сеута и Мелилья не были отнесены к Испанскому Марокко поскольку считались неотъемлемой частью собственно Испании.
18 августа 1926 года в городе Тетуане марокканским визирем Мулай Хасан Бин Махди был учреждён орден Медауйя в пяти классах и медали, как награда за оказанные услуги государству. В скором времени орден вошёл в число испанских наград.
В 1937 году был добавлен класс орденской цепи.
С 1945 года орден был распространён на лиц женского пола.
С обретением в 1956 году независимости Марокко, орден Медауйя был упразднён.

## Степени
Шесть классов:
- Орденская цепь
- Большая лента – знак ордена на чрезплечной широкой ленте и звезда на левой стороне груди.
- Великий офицер – знак ордена на шейной ленте и звезда на левой стороне груди.
- Командор – знак ордена на шейной ленте.
- Офицер – знак ордена на нагрудной ленте с розеткой.
- Кавалер – знак ордена на нагрудной ленте.
- Бронзовая медаль – бронзовый знак без эмалей на нагрудной ленте.

## Описание

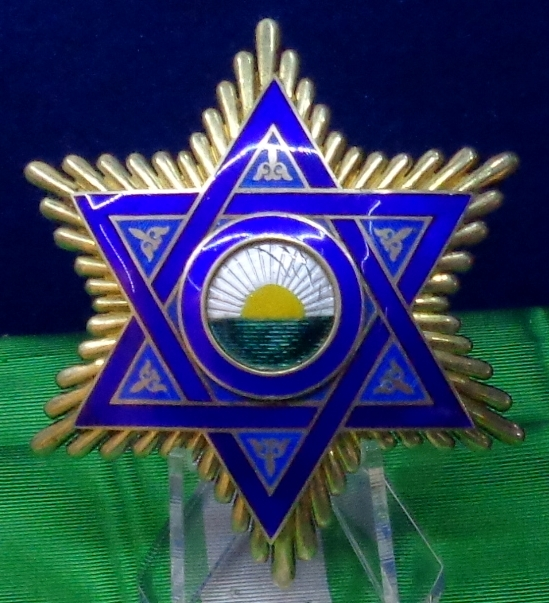
Звезда ордена

Знак ордена представляет собой символ правящей династии Алауитов – шестиугольную звезду, состоящую из двух переплетённых треугольников, синей эмали с золотым бортиком. Пространство в лучах заполнено на синем фоне золотым изображением полумесяцев рогами вверх с пятиконечной звездой над ними. В центре звезды круглый медальон с каймой синей эмали с золотым бортиком. В медальоне эмалевое изображение восходящего солнца над морем.
Реверс знака матированный с круглым медальоном в центре с надписью на арабском языке.
Знак при помощи кольца крепится к орденской ленте.
Звезда ордена шестиконечная, состоящая из множества разновеликих двугранных лучиков. На звезду наложен знак ордена. Пространство в лучах заполнено на синем фоне золотым изображением орнамента.
 Лента ордена шёлковая муаровая зелёного цвета с белой полоской в центре.